# کوروش‌سگ‌آپاتی
کوروش‌سِگ‌آپاتی (به مجاری:  Körösszegapáti) یک منطقهٔ مسکونی در مجارستان است که در ناحیه برتیواوی‌فالو واقع شده‌است. کوروش‌سگ‌آپاتی ۴۵٫۸۵ کیلومتر مربع مساحت و ۱٬۰۱۲ نفر جمعیت دارد.